# Christian Lassen
Christian Lassen (født 22. oktober 1800 i Bergen, død 8. maj 1876 i Bonn) var en norskfødt tysk orientalist. 
Lassen blev student fra Bergens Katedralskole 1818; samme år døde hans fader, og Lassen flyttede nu, efter at have taget filosofikum, sammen med sin moder til Altona. Her blev han et års tid, indtil han i april 1820 blev immatrikuleret som filologisk student ved universitetet i Heidelberg, hvorfra han i august 1821 flyttede over til Bonn. Her kom han i nærmere berøring med brødrene Schlegel. Navnlig blev det A.W. Schlegel, som kom til at udøve en afgørende indflydelse på ham. Gennem denne var det, at Lassen stiftede nærmere bekendtskab med indisk sprog og litteratur, og han bestemte sig snart for at ofre sig helt til studiet deraf. Efter de første læreår i Bonn, i hvilke lærer og elev kom til at stå i et meget nært forhold til hinanden, skaffede Schlegel ham af den preussiske stat et stipendium, og Lassen så sig nu i stand til at tilbringe tre år (1824-26) i London og Paris, beskæftiget med at gennemarbejde de derværende bibliotekers rige håndskriftskatte for at skafte materiale til Schlegels udgave af Rāmāyaṇa. Samtidig kunde han imidlertid også arbejde på egen hånd. Hans brevveksling med Schlegel fra denne tid er udgivet af Willibald Kirfel (Bonn 1914). I Paris udgav han sammen med sin ven, den geniale orientalist Eugène Burnouf, på Société asiatiques bekostning 1826 sit første arbejde, Essai sur le Pali, som lagde grundvolden for det videnskabelige studium af de sydlige buddhisters kirkesprog.
Efter at være vendt tilbage til Tyskland habiliterede Lassen sig 1827 som privatdocent i Bonn med skriftet Commentatio geographica atque historica de Pentapotamia Indica. Ved siden af de græske kilder til Pandshabs historie var her også de indiske for første gang tilrettelagte, og Lassen viste allerede her sin udprægede interesse for den historiske og kulturelle side ved den indiske filologi. 1829 fulgte så udgaven af den indiske fabelsamling Hitopadeça. Denne besørgedes af Lassen og A.W. Schlegel i forening og var en af de allerførste kritiske udgaver af indiske værker, som udkom i Europa. Som udgiver var Lassen også senere virksom. 1832 kom Malatimadhavæ fabulæ Bravabhutis actus primus og Gymnosophista sive Indicæ philosophiæ documenta, I, 1, Isvaracrishnæ Sankhua-Carica. Det var meningen at lade det sidstnævnte arbejde efterfølge af udgaver af alle de indiske filosofiske systemers hovedskrifter, men denne plan blev ikke udført. 
1836 udgav han Jayadevas farverige digtning Gita Govinda og 1846 en ny udgave af Schlegels Bhagavadgita. I mellemtiden var det arbejde udkommet, som en tid mere end noget andet bragte Lassens navn i forgrunden, nemlig Die altpersischen Keilinschriften von Persepolis. Entzifferung des Alphabets und Erklärung des Inhalts (1836). På grundlag af Herodots bemærkning i IV, 87 søgte Lassen i en af de gamle indskrifter en fortegnelse over de folkeslag, Darius anførte, og det lykkedes ham at finde den rigtige løsning. En måned senere udkom Burnoufs Mémoire sur deux inscriptions cunéiformes, hvor udgangspunktet var netop det samme. Der rejste sig senere en strid om, hvem af de to forskere prioriteten tilkom, og Lassens fjender beskyldte ham for at have misbrugt sin vens fortrolighed og stjålet hans opdagelse. Burnouf og Lassen deltog selv ikke i denne strid, men vedblev at være knyttede sammen i et nært venskab til deres død. 
Med de gammelpersiske kileindskrifter har Lassen for øvrigt også senere beskæftiget sig, navnlig i flere afhandlinger i "Zeitschrift für die Kunde des Morgenlandes", som han var med at grundlægge, og hvis 4.—7. bind han redigerede. Hans hovedværk er imidlertid hans Indische Altertumskunde (4 bind, 1847—62, 1. og 2. bind i 2. udgave 1867—73). Til dette kæmpemæssige værk, som på en måde danner afslutningen på den første periode i den indiske oldtidsforskning, og som helt til 1922 vedblev at være den vigtigste, sammenhængende fremstilling af den indiske oldvidenskab og endnu er et uundværligt hovedværk, havde Lassen gjort indgående og grundige forarbejder. Af den på kronologiske data så fattige indiske litteratur havde han samlet de spredte hentydninger, som kunde kaste lys over fortidens forhold. Navnlig lagde han i en række lærde afhandlinger grunden til en kritisk behandling af det gammelindiske epos Mahābhārata. Dertil knyttede han afhandlinger om sprogforholdene i Belutshistan og så allerede sammenhængen mellem Brahui-sproget og de dravidiske sprog. Fremdeles gjorde han indgående numismatiske og epigrafiske studier, som han blandt andet nedlagde i sin bog Zur Geschichte der Griechischen und Indoskythischen Könige (Bonn 1838), oversat til engelsk (Calcutta 1840), ligesom han udnyttede de græske, arabiske og kinesiske kilder til Indiens historie. 
Imidlertid var Lassen 1830 bleven ekstraordinær professor i Bonn, og 1840 udnævntes han til et for ham oprettet ordentligt professorat, som han tiltrådte med et foredrag De Taprobane insulet veteribus cognita. En kaldelse til universitetet i København året efter afslog han — han følte sig for bunden til Tyskland. Bonn var i Lassens tid hovedsæde for det historisk-filologiske sanskritstudium. Det var den æstetisk-historiske side ved sagen, som først og fremmest havde tiltalt Lassens lærere, romantikerne. Samtidig havde Franz Bopp i Berlin grundlagt en anden skole, som viede selve sproget sin hovedinteresse. Bopps arbejder skabte den sammenlignende sprogvidenskab, og hans retning fik stor betydning i Tyskland. Fra den anden side bebrejdedes der ham, at han forsømte studiet af litteraturen. Også Lassen tog her stilling, idet han 1830 i Schlegels Indische Bibliothek offentliggjorde en til dels meget afvisende kritik over Bopps system. At han selv beskæftigede sig meget med rent sproglige studier, beviste han for øvrigt, foruden ved de nævnte arbejder over gammelpersisk og belutshisk, også ved skrifter om de eugubinske tavler (1833) og om de lykiske indskrifter (1856), ligesom vi i denne forbindelse kan nævne hans Institutiones linguæ Pracriticæ (Bonn 1837), som lige til 1900 har været hovedværket over de mellemindiske dialekter.
Som professor øvede Lassen stor indflydelse. Under Schlegel og Lassen blomstrede i Bonn studiet af indisk sprog og litteratur således, at begejstrede elever kunde tale om et andet Benares ved bredden af en anden Ganges. Lassen er da også bleven betegnet som grundlæggeren af det indiske oldstudium i Tyskland. 1838 udgav han sin Anthologia Sanscrita, som fik stor betydning for sanskritstudiet, navnlig efter at Gildemeister havde besørget ny udgave (1865 og 1868). Til brug ved forelæsninger udgav han også Vendidadi capita quinque priora (Bonn 1852). Fra 1840 begyndte en gammel øjenlidelse, som han skal have pådraget sig i Paris ved at kollationere et Teluguhåndskrift af Rāmāyana, at gøre sig stadig mere gældende. Til sidst blev han så godt som ganske blind, og samtidig begyndte også tungen at svigte. Siden 1868 holdt han ikke mere forelæsninger. 1870 skænkede han en større del af sit bibliotek til universitetet i Kristiania.